# عبد الهادي كناكري
عبد الهادي بن أحمد كناكري وُلد في دمشق عام (1956 -) هو قارئ قرآن سوري، تلقى تعليم القرآن الكريم في صغره على يد والده أحمد كناكري قاضي قضاة دمشق، وقرأه على عدد من علماء الشام. التحق بكلية الدراسات الإسلامية التابعة لجامعة الشام وحصل على الإجازة العالية البكالوريوس في الدراسات الإسلامية واللغة العربية ثم حصل على الماجيستير في قراءات القرآن الكريم سنة 1980. وحصل على الدكتوراه في الدراسات الإسلامية وعلوم القرآن من الجامعة الإسلامية في باكستان 1985.
في عام 1985 طلبت منه الإذاعة الرسمية بالمملكة العربية السعودية بناءً على توجيهات من الملك فهد بن عبد العزيز آل سعود تسجيل ختمة كاملة للقرآن الكريم برواية حفص عن عاصم، لتذاع في إذاعة القرآن الكريم ضمن برامجها اليومية. في عام 1980 عمل في المملكة العربية السعودية معلماً وأستاذاً في علوم القرآن في عدد من الجامعات الإسلامية في الرياض والظهران وغيرها.
و في عام 1990 عمل كرئيس قسم الدراسات الإسلامية والعربية وعلوم القرآن في كلية الأمير سلطان العسكرية للعلوم الصحية في الظهران حتى الآن.